# Beyond: Dwie dusze
Beyond: Dwie dusze – komputerowa gra przygodowa z elementami zręcznościowymi, określana mianem interaktywnego dramatu, stworzona przez francuskiego dewelopera Quantic Dream i wydana przez Sony Computer Entertainment. Gra została wydana w październiku 2013 roku na konsolę PlayStation 3. Gracz wciela się w rolę dwóch grywalnych postaci: Jodie Holmes, graną przez aktorkę Ellen Page oraz eterycznej istoty o imieniu Aiden, związanej z Jodie od urodzenia. Dzięki nadnaturalnej więzi z Aidenem, Jodie dzieli z nim nadprzyrodzone moce, które rosną wraz z jej wiekiem i które uczy się kontrolować. Inną ważną postacią jest Nathan Dawkins, grany przez Willema Dafoe, pełniący rolę zastępczego ojca Jodie badacz w Instytucie Zjawisk Paranormalnych. Aktorzy biorący udział w powstawaniu gry pracowali przez okres jednego roku w paryskim studio Quantic Dream, biorąc udział w sesjach przechwytywania ruchu.
Gra spotkała się z mieszanym odbiorem po premierze. Sprzedaż osiągnęła ponad milion egzemplarzy na całym świecie do końca 2013 roku. W czerwcu 2015 roku ogłoszono, że gra zostanie wydana również w wersji na PlayStation 4. Premiera gry na tę platformę miała miejsce 24 listopada 2015 roku. Wydanie gry na komputery osobiste zaplanowano na 22 lipca 2019.

## Fabuła
W wersji na PlayStation 3 historia prezentowana jest w grze za pomocą epizodów ułożonych niechronologicznie. Gracz ma możliwość poznania prawidłowej kolejności wydarzeń za pomocą informacji wyświetlanych podczas ładowania poziomów. W wersji na PlayStation 4 uwzględnione zostały prośby społeczności, dzięki czemu gracz ma możliwość wyboru czy rozegrać wszystkie epizody chronologicznie czy też nie. Poniższe podsumowanie podane jest z uwzględnieniem chronologii wydarzeń.
Młoda Jodie Holmes (Caroline Wolfson) odkąd pamięta mieszka u zastępczych rodziców na terenie bazy wojskowej. Od urodzenia Jodie połączona jest z tajemniczym eterycznym bytem o imieniu Aiden, z którym może się komunikować i za jego pomocą oddziaływać na przedmioty i ludzi w jej otoczeniu. Pewnego razu, na skutek incydentu z udziałem dzieci z sąsiedztwa, podczas którego Aiden prawie zabija jednego z nich, rodzice zastępczy Jodie zwracają się o pomoc do fikcyjnego Instytutu Zjawisk Paranormalnych Stanów Zjednoczonych i na stałe zostawiają Jodie pod opieką badaczy: Nathana Dawkinsa (Willem Dafoe) i Cole’a Freemana (Kadeem Hardison).
Pod opieką obydwu naukowców Jodie powoli uczy się kontrolować Aidena i moce, które z nim współdzieli. W tym czasie Nathan i Cole pracują nad budową kondensatora – portalu, który łączyć ma świat żywych z Infrawymiarem, światem umarłych. Jakiś czas później Nathan dowiaduje się, że jego żona i córka zginęły w wypadku samochodowym. Starając się go pocieszyć, Jodie odkrywa w sobie zdolności medium. Z biegiem lat, nastoletnia Jodie (Elliot Page) stara się uniezależnić, zarówno od naukowców jak i od Aidena, kilkakrotnie próbując podjąć normalne życie. Przy każdej takiej próbie dochodzi jednak w pewnym momencie do skutkującej katastrofą interwencji Aidena.
W pewnym momencie Nathan prosi Jodie o pomoc przy kondensatorze, który nieoczekiwanie uległ uszkodzeniu w trakcie pracy. Jodie interweniuje, ścierając się z wrogimi istotami z Infrawymiaru. Kondensator udaje się dezaktywować. Jodie ostrzega Nathana aby nie odbudowywać maszyny. To zdarzenie zwraca na Jodie uwagę CIA, która wysyła agenta Ryana Claytona (Eric Winter) by wcielił ją w ich szeregi. Po rekrutacji i treningu, Jodie już jako dorosła bierze udział w wielu misjach jako operujący w terenie agent, często współpracując z Ryanem, do którego stopniowo zaczyna się emocjonalnie przywiązywać. Podczas jednej z misji w Somalii, Jodie dowiaduje się, że człowiek, którego zlikwidowała na zlecenie przełożonych nie był złowrogim watażką, ale łagodnym, demokratycznie wybranym prezydentem kraju. Rozwścieczona Jodie postanawia porzucić służbę w CIA, pomimo interwencji Ryana. Ogłoszona zdrajczynią, Jodie staje się zbiegiem nieustannie uciekającym przed ścigającymi ją siłami porządkowymi. W trakcie swej ucieczki przyłącza się do grupy bezdomnych osób próbujących przetrwać zimę, w innym miejscu znajduje przejściowe schronienie w mieszkającej na odludziu rodzinie północnoamerykańskich Indian. CIA w końcu łapie Jodie po tym, jak próbuje ona dotrzeć do jej biologicznej matki, będącej od lat w farmakologicznie podtrzymywanym stanie katatonii i przetrzymywanej w szpitalu wojskowym.
CIA przekazuje Jodie z powrotem do Nathana, który w międzyczasie awansował na dyrektora wykonawczego Instytutu Zjawisk Paranormalnych i nadzorował prace nad nowszą wersją kondensatora, noszącego kryptonim Czarne Słońce. Zdradza on, że CIA obiecało Jodie wolność w zamian za wykonanie ostatniej misji. Jodie wraz z zespołem agentów CIA pod dowództwem Ryana musi zniszczyć kompleks, w którym Chińczycy budują własną wersję kondensatora, planując za jego pomocą atak na USA. Po powrocie z zakończonej sukcesem misji Jodie, uznana przez CIA za zbyt groźną aby przebywać na wolności, zostaje podstępem wprowadzona w stan śpiączki farmakologicznej, podobnie jak wcześniej jej matka. Pewnego dnia pojawia się przy niej Nathan, który cały czas nie może pogodzić się ze śmiercią swojej rodziny. Zdradza on jej, że za pomocą Czarnego Słońca zamierza połączyć oba światy, żywych i umarłych, co ma według niego sprawić, że śmierć przestanie mieć jakiekolwiek znaczenie. Aiden, będąc zbyt słabym by samodzielnie uwolnić Jodie, kontaktuje się z przebywającymi w pobliżu Ryanem i Cole’em, prowadząc ich do niej. Gdy Nathan zaczyna wprowadzać swoje plany w czyn, Jodie z towarzyszami rusza w pogoni za nim do wnętrza Czarnego Słońca.
W efekcie pełnej niebezpieczeństw wędrówki do wnętrza Czarnego Słońca, Jodie w pojedynkę konfrontuje się z Nathanem. Ten popełnia samobójstwo, by złączyć się ze swoją rodziną. Jodie podczas dezaktywacji kondensatora doświadcza wizji, według której Aiden jest jej zmarłym w trakcie porodu bratem bliźniakiem. Pozostaje przed nią dokonanie wyboru: albo wraca do świata żywych, albo udaje się do Infrawymiaru, by połączyć się ze wszystkimi, których straciła.

## Rozgrywka
Beyond: Dwie dusze to gra przygodowa z elementami zręcznościowymi, w której gracz przejmuje kontrolę nad postacią i za jej pośrednictwem wchodzi w interakcję z elementami otoczenia i innymi postaciami sterowanymi przez komputer, dzięki czemu fabuła jest kontynuowana. Główną postacią sterowaną przez gracza jest Jodie, jednakże często możliwa jest zmiana kontrolowanej postaci na Aidena. Aiden z racji swej bezcielesności może swobodnie przenikać przez ściany, stropy i inne materialne przeszkody, jednak jest on ograniczony do ruchu tylko w określonym promieniu wokół Jodie ze względu na łączącą ich duchową więź. Gra umożliwia rozgrywkę jednoosobową jak również dla dwóch graczy w trybie kooperacji – jeden gracz przejmuje wówczas kontrolę nad postacią Jodie, a drugi gra jako Aiden.
Podczas gry jako Jodie, gracz wchodzi w interakcję z obiektami wyróżnionymi na ekranie białą kropką, przechylając drążek kontrolera w ich kierunku. Jeśli Jodie musi wykonać określone działania, na ekranie wyświetlają się symbole podpowiadające jakie przyciski kontrolera należy nacisnąć lub przytrzymać albo też jaki ruch kontrolerem wykonać. W trakcie rozmów z innymi postaciami, gracz może wybrać jedną z kilku dostępnych opcji dialogowych, ma jednak na to ograniczoną ilość czasu, po którego upływie Jodie wypowiada domyślną kwestię dialogową. Z kolei podczas sekwencji akcji, takich jak pościgi czy walka wręcz, w krytycznych chwilach akcja gry zwalnia. W tym momencie gracz musi określić w jakim kierunku ma poruszyć się Jodie i przesunąć drążek kontrolera w tę stronę, w przeciwnym wypadku czynność wykonywana przez nią zakończy się niepowodzeniem. Gdy taka sytuacja zaistnieje, może to skutkować zmianą biegu fabuły (niekiedy odłożoną w czasie), w niektórych przypadkach nawet doprowadzić do śmierci niegrywalnej postaci. W grze występują również sekwencje skradane, w których Jodie musi skoordynować swoje działania z Aidenem.
Gdy gracz kontroluje Aidena, obraz gry staje się monochromatyczny, natomiast interaktywne obiekty podświetlane są aurą w jednym z kilku kolorów, który podpowiada graczowi potencjalny efekt interakcji. Przykładowo, można przejąć kontrolę nad innymi postaciami otoczonymi pomarańczową poświatą, zaś obiekty z niebieską aurą odepchnąć. Jodie często zwraca się do Aidena o różnoraką pomoc, taką jak utworzenie wokół niej bariery ochronnej, danie możliwości zmarłym przemawiania przez nią, umożliwienie jej poznania wydarzeń z niedawnej przeszłości w danym miejscu, czy też uzdrowienie ran innej postaci.
Fabuła w grze rozwija się w zależności od decyzji podejmowanych przez gracza. Wybory te mają wpływ nie tylko na opowieść i przebieg dialogów, ale niekiedy również na przebieg całych scen (w niektórych przypadkach efekt jest odsunięty w czasie). Te decyzje zawierają w sobie najczęściej aspekt moralny i podejmowane są poprzez wybór określonej opcji dialogowej Jodie, jej interwencje w działania innych postaci, sukces lub niepowodzenie w sekwencjach walki, lub podejmowane przez gracza pod postacią Aidena psychiczne oddziaływania. Przykładowo w jednej z takich sytuacji gracz otrzymuje do wyboru: albo rozpęta brutalną zemstę wobec grupy łobuzów albo po prostu ucieknie. Wszystkie dokonane wybory w efekcie doprowadzają do jednego z kilku możliwych zakończeń fabuły gry.

## Odbiór
Reakcje krytyków recenzujących grę były mieszane, uzyskując w agregatorach GameRankings i Metacritic oceny odpowiednio 72,04% i 70/100. Recenzenci chwalili Beyond: Dwie dusze za grę aktorską wcielających się w główne postaci Elliot Page i Willema Dafoe, jak również dopracowanie tytułu od strony grafiki i animacji. Pozytywnie odniesiono się do użytego w grze rozbudowanego motion capture, interaktywnej mechaniki przedstawiania fabuły oraz wpływającej na emocje ścieżki dźwiękowej.
Lucy O'Brien z portalu IGN w podsumowaniu swojej recenzji podkreśliła, że w jej dotychczasowej karierze jako recenzent nigdy nie miała tak dużych problemów związanych z przypisaniem do produkcji końcowej oceny punktowej. Oceniając Beyond: Dwie dusze na 6,0/10, skrytykowała grę za oferowanie graczom rozgrywki zbyt pasywnej i nienagradzającej za włożony wysiłek, jak również za rozwlekłą i niechronologicznie opowiedzianą a przez to rozmytą fabułę. Joystiq, przyznając ocenę 2,5/5 skrytykował brak autentycznej interakcji między bohaterami gry i jej niewiarygodną, nieumyślnie głupią fabułę. Destructoid skrytykował liczne niezgodności w poszczególnych wątkach fabularnych, a także brak znaczącej interaktywności w grze. Z kolei Paul Tassi z magazynu Forbes przyznał grze ocenę 9/10 argumentując, że jakkolwiek dla niektórych dzieło studia Quantic Dream będzie jedynie nudną serią quick time eventów, dla innych – w tym dla niego samego – była to unikatowa, wciągająca i zapadająca w pamięć produkcja z pogranicza filmu, książki i gry komputerowej.
Wersja na PlayStation 4 otrzymała nieznacznie lepsze recenzje, uzyskując w agregatorach GameRankings i Metacritic oceny odpowiednio 73,14% i 72/100.